# La Bala
María Isabella de la Torre Echenique (Ciutat de Mèxic, Mèxic; 19 de juliol de 2004) més coneguda com "La Bala" és una youtuber, cantant, compositora, actriu, artista, ballarina, escriptora, empresària, publicista i productora mexicana. Va començar com youtuber quan tenia 11 anys, quan va tenir la idea de gravar un video i els seus pares la van recolzar. Al seu canal va realitzar principalment sketches i paròdies, encara que en els anys següents va començar a fer vlogs, paròdies musicals, desafiaments, bromes, etc.
En 2017, va ser anunciada com una de les amfitriones en els Eliot Awards Mexico. En 2018, va interpretar un personatge més divertit, groller i còmic en la pel·lícula Lluita de Gegants, on va interpretar a Beita, una jove amb doble animo. A l'octubre d'aquest mateix any, va participar en el llargmetratge Ralph Breaks the Internet, interpretant a Swati. Aquest mateix any publico el seu primer llibre Vistmond: La caserna dels somnis. En 2019, va formar part de l'elenc secundari de la pel·lícula mexicana, Un papà pirata, interpretant-se a ella mateixa. Aquest mateix any va ser triada com a ambaixadora de Nickelodeon a Llatinoamèrica i va aparèixer en la seriï Club 57. A la fi d'aquest any, realitzo una presentació en viu i va rebre el premi a «Inspiració favorita» en els Nickelodeon Kids' Choice Awards Mèxic.
A l'agost de 2019, de la Torre va ser triada com a conductora dels Nickelodeon Kids' Choice Awards Mèxic al costat de Jaime Camil, a més interpreto en viu la seva cançó "Pijames". A finalitats d'aquest any, La Bala estreno la seva pròpia sèrie ecològica en Nickelodeon denominada Planeta Bela. En 2021 va rebre el premi a «Inspiració» dels Nickelodeon Kids' Choice Awards Mèxic, premi que aquest any ho van guanyar al costat d'ella: Sol Carlos, Josué Benjamin i Pau Zurita. En paral·lel a la seva carrera com a actriu, La Bala ha participat com a cantant i escriptora com alguns dels seus projectes. Ha col·laborat amb altres YouTubers com Luisito Comunica, Berth Oh!, La Diversió de Martina, Gibby entre uns altres i va acumular més de quatre milions de subscriptors en YouTube.

## Biografia
De la Torre va néixer en la Ciutat de Mèxic, Mèxic. És filla d'Alfredo de la Torre i Mónica Echenique, ells van ser part de la fundació Little Big. El seu pare també és youtuber i té un canal amb 263,000 subscriptors. La seva mare és mestressa de casa i part d'una fundació al costat del seu espòs, Alfredo de la Torre. La Bala va començar a produir videos en YouTube a finalitats de 2015 sobre el seu personatge "La Bala", tenia l'àlies de la Bala ja que abans de convertir-se en una famosa creadora de contingut, els seus pares van ser els qui la van cridar així des que era una nena. És un joc de paraules; una combinació de les lletres del seu nom Isabella, que a més encaixa a la perfecció amb la seva forma de ser espontània i hiperactiva. Té dues germanes menors cridades Luciana (Mini Bala) i Camila (Micro Bala) que tenen el seu propi canal de YouTube anomenat Les Balitas.

## Carrera

### Inicis com youtuber i primers anys
En 2016, de la Torre va començar a fer videos de situacions típiques de la vida, cridant als seus fanàtics "Balovers". És un canal variat quant a contingut, que va des de blogs, cançons i ressenyes fins a premis anuals com els Kids 'Choice Awards Mèxic, televisió Argentina del canal, Telefe, Club Mitjana Fest, Premis El teu Món i Premis Spotify.
A l'octubre de 2017 va ser anunciada com a amfitriona dels Eliot Awards Mèxic 2017 al costat de Victoria Volkóva, Roberto Martínez, Luisito Rei i Adela Micha, la gal·la conto amb diversos nombres musicals, i reflexions sobre la valentia dels joves ‘milenials' davant els esdeveniments del passat sisme esdevingut a Mèxic el 19 de setembre d'aquest any.
El 23 d'agost de 2018 va llançar la seva primera cançó anomenada "El meu Moment", i després va fer més cançons com: "Des del Cel" i "Sóc Jo", així com algunes paròdies musicals.

### Explosió viral en Internet i altres treballs
En setembre de 2018 va aparèixer en la pel·lícula Lluita de Gegants debutant com a actriu amb el paper de "Beita". “Sóc la germana de Ian, una noia poc femenina, una mica grollera, però crec que tot el que diu el guió de mi és molt divertit. Jo cant 'A qui li importa' en el concurs de talents i el meu germà comença a donar-li indirectes al meu papà, i es posa molt intens ”, va dir La Bala en la presentació de la pel·lícula. Aquest mateix mes va ser escollida per doblegar la veu en el llargmetratge Ralph Breaks the Internet per a Hispanoamèrica on prendria el paper de Swati, una noia preadolescente alta i prima de pell fosca, qui intento recuperar el control del volant, la qual cosa porta a un estira-i-arronsa que acaba amb ella tirant accidentalment del volant fora de la consola.
A l'octubre de 2018, La Bala va llançar el seu primer llibre, al que va cridar: Vistmond: La caserna dels somnis, una història de fantasia en la qual convida a tots els seus seguidors a somiar en gran: “Sempre m'he considerat una noia somiadora. Crec que a poc a poc, i amb l'ajuda de la meva família i els meus amics, em vaig adonar que els somnis no es fan realitat sol, sinó que cal treballar en ells tots els dies. Amb aquest llibre intent transmetre aquest missatge de forma amena als meus lectors ”, comenta la petita autora La Bala. “M'agrada molt el tema dels somnis i aquesta idea sorgeix perquè moltes vegades somio amb històries i m'agrada escriure-les. I 'Vistmond' és el món màgic que m'agradaria veure ”, va comentar La Bala sobre la història que va crear per al seu llibre. “Vaig començar a escriure cançons, poemes, el llibre perquè el que llegeixo genera idees que tracto de transformar perquè siguin les meves. Espero que el meu llibre faci això per la gent, per això vaig deixar el final obert i perquè m'agradaria escriure el segon; No he començat encara, però tal vegada podria ser una saga. Sóc una persona que imagina molt i ho escric ”. Aquest mateix mes formo part de la catifa groga que es va dur a terme en el Frontó Ciutat de Mèxic pel cinquè lliurament dels Premis Eliot Awards.
Al desembre del 2018 participo d'un video publicitari de la companyia de joguines Mattel, on van participar influencers mexicans entre ells: Juan Pablo Zurita, Luisito Comunica, Nath Campos, Giselle Kuri, entre uns altres. En aquest video denominat El meu Regal Mattel ells es van presentar escoltant i ballant cançons del nou genero urbà, reguetón i alhora proporcionen joguines de l'empresa, aquest fet va ser classificat per experts com influencer màrqueting.
En el 2019 va llançar la seva cançó Infinits. Els èxits de la Bala no es van detenir aquí i al maig de 2019 va signar un contracte de representació exclusiva amb Nickelodeon Llatinoamèrica amb el qual el seu rostre es va convertir en imatge exclusiva de la cadena de televisió infantil i també va ser ambaixadora de tot el contingut que es va emetre produeix en Nickelodeon. Nickelodeon Llatinoamèrica va treballar en una estratègia integral amb La Bala que li va donar l'oportunitat de desenvolupar productes de consum i múltiples acords de màrqueting amb socis promocionals en moda i complements, després de la qual cosa va comentar: “Estic molt feliç de ser part d'aquesta gran família, i dic 'família' perquè des del moment en què vaig conèixer a tots en Nickelodeon, em van fer sentir com en família, he estat veient el canal des de molt jove, programes com els Kids 'Choice Awards, i per a mi, ser part de Nickelodeon en aquest moment és com un somni fet realitat ". A l'agost de 2019 va ser escollida com a conductora dels Kids Choice Awards juntament amb el cantant mexicà Jaime Camil i va reconèixer el millor de l'entreteniment en diverses categories, com a Artista debutant, Youtuber de còmic favorit, Instagrammer favorit i millor fandom, a més va tenir una presentació en viu on interpreto diverses cançons seves. El 17 de novembre va tenir una presentació sorpresa al programa de televisió Susana Giménez per la segona temporada del concurs de Petits Gegants del programa on interpreto la seva cançó "El meu Moment" al costat de Aylen, una seguidora seva. Aquest mateix any va participar en la pel·lícula Un papà pirata, en la qual apareix Isabella de la Torre “La Bala”, versionant la cançó ¿A quién le importa?, originalment interpretada per Alaska i Dinarama.
En 2020, va llançar una cançó anomenada "Human" que va ser acompanyada d'un vídeo musical. Una setmana després, la cançó estava disponible en YouTube Music, Spotify i Deezer. El video musical té més de 3.1 milions de visites en YouTube, la qual cosa ho converteix en una de les cançons més reeixides del seu canal. I va llançar un canal en anglès anomenat Hey Bala!. El 30 d'abril de 2020 també va llançar la seva cançó "Pijama", cançó que va interpretar en viu, de la mateixa manera interpreto i va actuar la seva cançó "Com mai" al costat de Mati Gómez el 3 de novembre d'aquest mateix any en els KCA. A més va participar en la tira "Club 57" on va compondre la cançó per al final de la sèrie que incloïa en la seva trama una màquina del temps. “Aquesta participació en el 'Club 57' va ser súper semental perquè sóc una súper fan dels 50 i estava molt contenta amb el vestit i tot”, confessa la Torre.
El 12 d'octubre del 2020 al costat de Mati Gómez estreno la cançó "Com mai", un tema produït per la Indústria Inc. ‘Com Mai’ és la primera col·laboració de Bala en el genero pop-urbà, per la qual cosa és un projecte que marco la seva carrera artística. Actualment, el video ja compta amb més de 4 milions de reproduccions.

## Vida personal
La Bala va tenir una relació amb el youtuber Pablo Keegan, el qual va ser la seva primera parella, ja que a l'abril del 2021 anunci la seva ruptura, a causa que comencessin a sorgir primers problemes en la seva relació, ella va donar a entendre que la seva exnovio no va poder haver-li comprès com se sentia sobre aquest tema. D'altra banda, va assegurar que la seva salut mental va començar a veure's afectada. Concloc dient haver reprès una relació propera que tenia amb la seva família i que se sent millor i satisfeta, la qual cosa podria indicar la relació tan greu que va viure en aquest temps, a la seva curta edat de 16 anys, la qual ara només li ha deixat més que ensenyaments sobre l'amor.

## Filmografia

### Sèries de televisió i internet
| Any  | Títol        | Personatge   | Rol        |
| ---- | ------------ | ------------ | ---------- |
| 2020 | Club 57      | Ella mateixa | Cantant    |
| 2020 | Planeta Bela | Ella mateixa | Ecologista |
| 2020 | Influència   | Emma         | Influencer |

### Pel·lícules
| Any  | Títol                     | Personatge   |
| ---- | ------------------------- | ------------ |
| 2018 | Ralph Breaks the Internet | Swati        |
| 2018 | Lluita de Gegants         | Beita        |
| 2019 | Un papà pirata            | Ella mateixa |

## Nominacions i premis
| Any  | Premi                     | Categoria                       | Treball nominat | Resultat   | Ref.          |
| ---- | ------------------------- | ------------------------------- | --------------- | ---------- | ------------- |
| 2016 | Kids' Choice Awards Mèxic | Millor influencer               | Ella mateixa    | Nominada   | [ 51 ]        |
| 2017 | Kids' Choice Awards Mèxic | Millor influencer               | Ella mateixa    | Nominada   | [ 52 ]        |
| 2019 | Kids' Choice Awards Mèxic | Inspiració favorita             | Ella mateixa    | Guanyadora | [ 53 ] [ 54 ] |
| 2020 | Kids' Choice Awards Mèxic | Artista o grup nacional favorit | Ella mateixa    | Nominada   | [ 55 ]        |
| 2021 | Kid’s Choice Awards Mèxic | Inspiració                      | Ella mateixa    | Guanyadora | [ 56 ]        |

## Llibres publicats
- — (2018). Vistmond: La caserna dels somnis Penguin Random House Grup Editorial
- — (2019). Més enllà dels somnis Penguin Random House Grup Editorial